# Francisco Zeno
Francisco Zeno (7. ledna 1734, Olomouc – 1781, Praha), někdy uváděn jako Franciscus Zeno nebo František Zeno, byl jezuita, matematik, astronom, geolog a paleontolog na Karlově univerzitě v Praze. Napsal v roce 1770 první články o zkamenělinách v Česku, pročež je někdy zmiňován jako zakladatel paleontologie u nás. Z jeho práce později vycházel i Joachim Barrande.

## Život
Nejprve učil v Olomouci, ale po dvou letech odešel do Prahy.
V roce 1769 vydal učebnici elementární matematiky (latinsky), podle níž pak učil. V roce 1770 popsal zkameněliny trilobitů, které vykládá jako následky potopy světa. Věřil na existenci čarodějnictví a účinnosti boje církve proti němu.
V letech 1777–1781 byl ředitelem hvězdárny v Klementinu a měl titul královského astronoma.
V roce 1770 vydal německy psanou zprávu Popisy vápencových lomů, ležících v Praze za Vyšehradskou bránou s jejich zkamenělinami a jinými fosiliemi, kde jako první popsal fosilní nálezy středočeského regionu – konkrétně lokality ve Dvorcích, kde se dnes nachází bazén Praha-Podolí. V jeho zprávě je mnoho omylů a má dnes již jen historickou cenu. Znamenala avšak počátek období systematických výzkumů, které vyvrcholily v polovině 19. století prací Joachima Barrandeho.